# Eisenbahn-Direktionsgebäude Essen

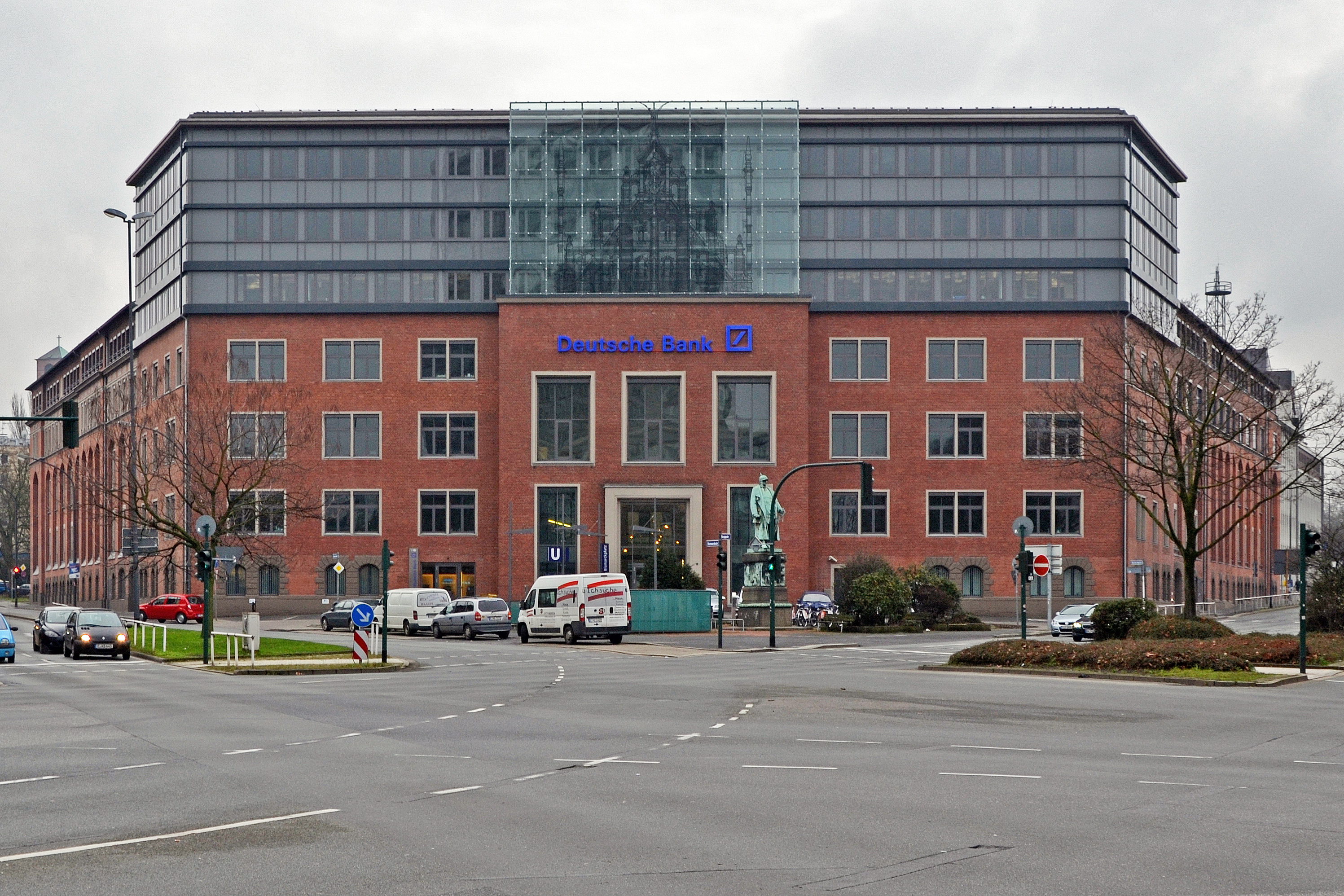
Deutsche Bank Essen, ehem. Eisenbahn-Direktionsgebäude Essen

Das Dienstgebäude der Direktion Essen wurde für die 1895 gegründete Königliche Eisenbahndirektion Essen errichtet. 1922 wurde sie zur Reichsbahndirektion Essen. Nach teilweiser Zerstörung im Zweiten Weltkrieg und erheblich verändertem Wiederaufbau war der Bau zwischen 1951 und der Bahnreform 1994 Sitz der Bundesbahndirektion Essen. Danach stand das markante, aber nicht unter Denkmalschutz stehende Gebäude einige Jahre leer. Seit Oktober 2010 beherbergt es ein Service-Center der Deutschen Bank.

## Ansichten unterschiedlicher Epochen

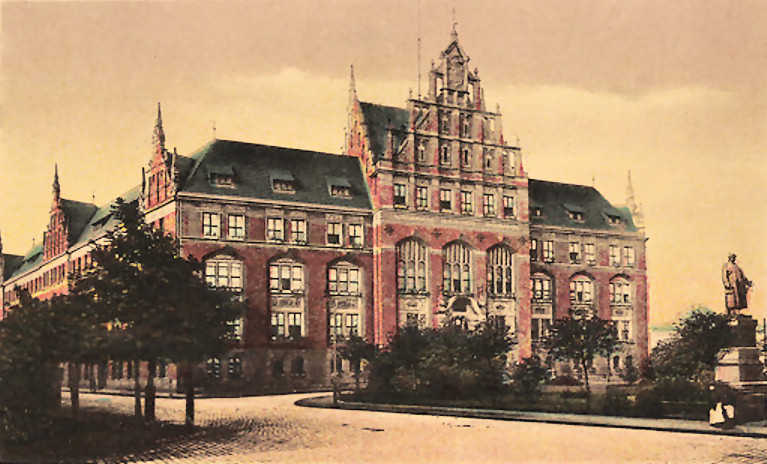
Königliches Eisenbahn-Direktionsgebäude um 1920
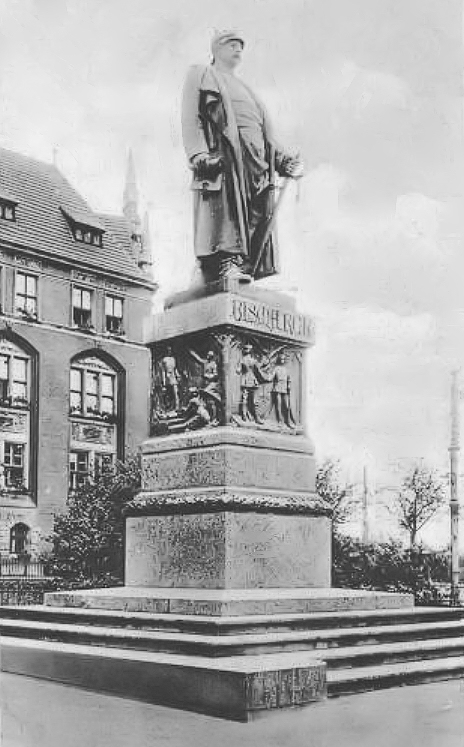
Bismarckdenkmal auf dem Vorplatz des Direktionsgebäudes um 1914
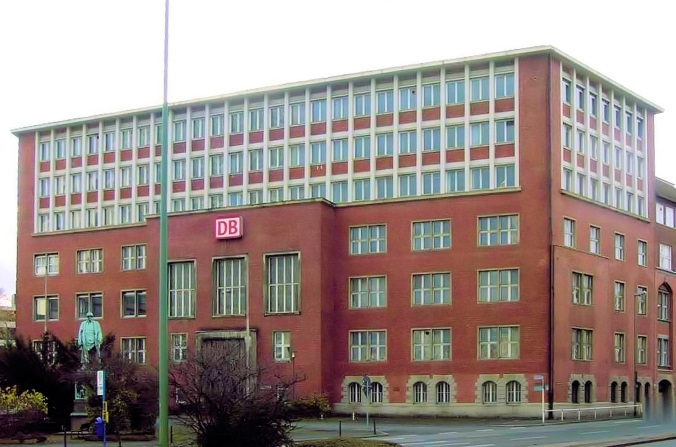
Fassade der Bundesbahndirektion Essen, 1951 bis 2008
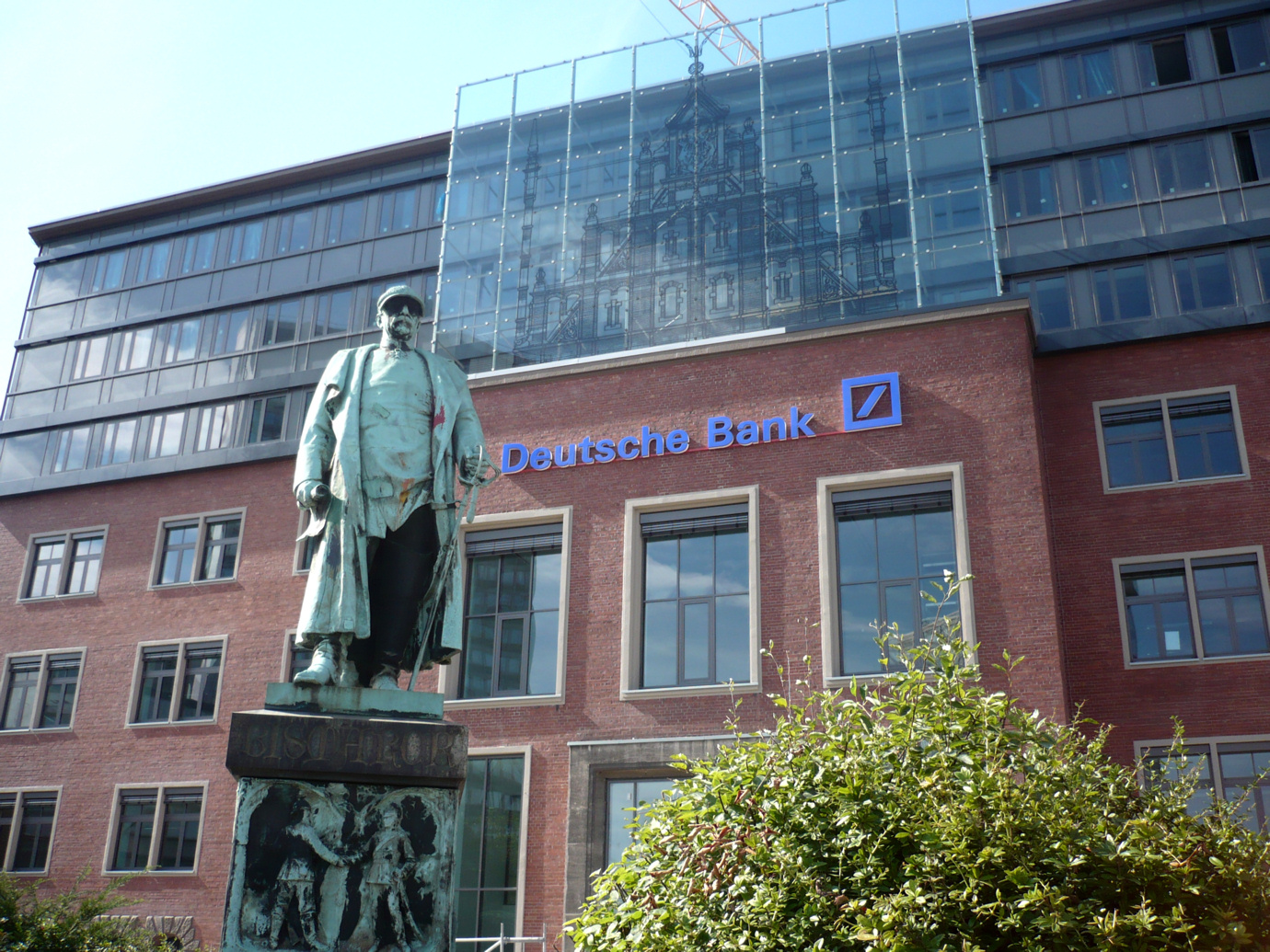
Gebäudefront mit Bismarckdenkmal nach Umbau 2010
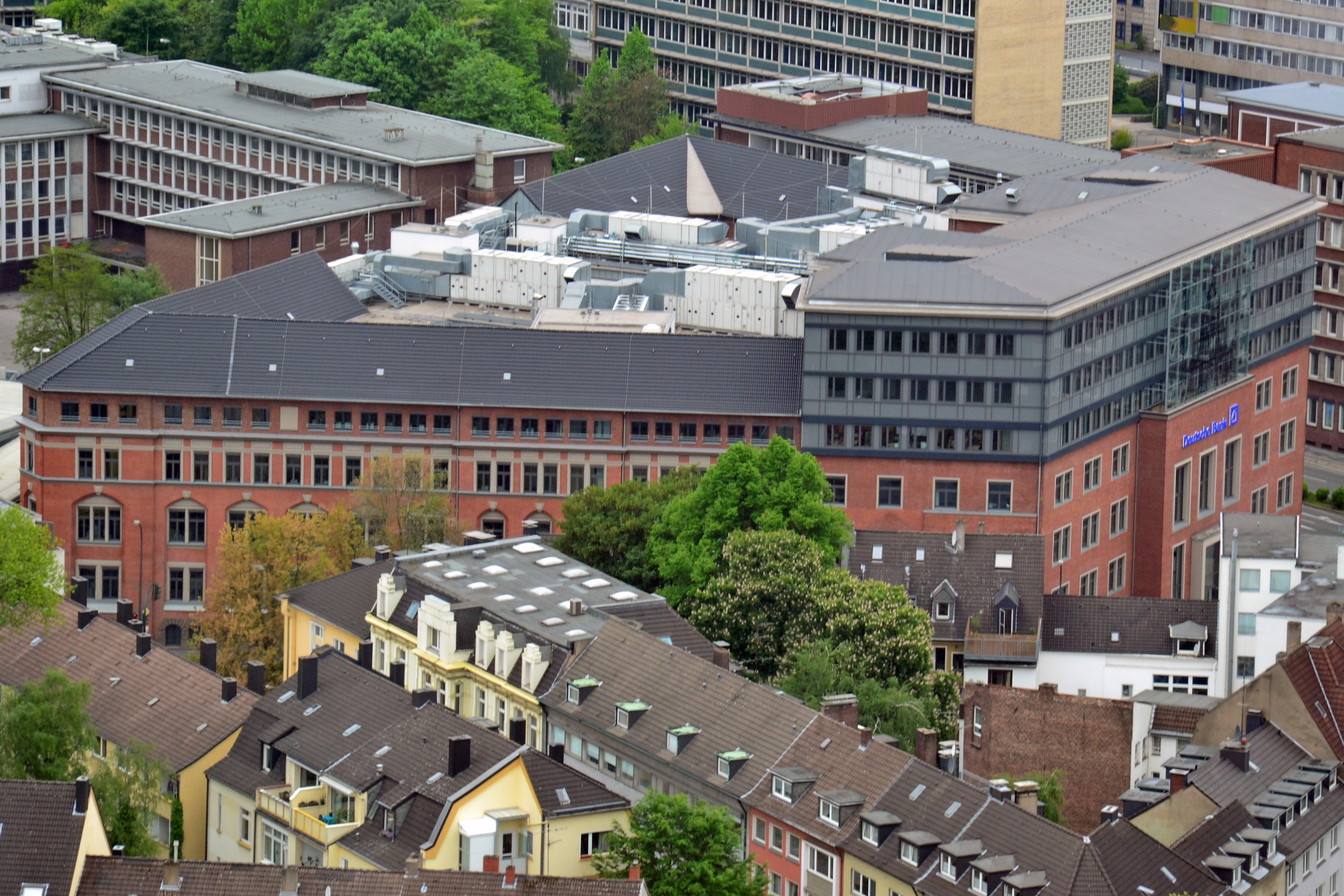
Gesamtkomplex
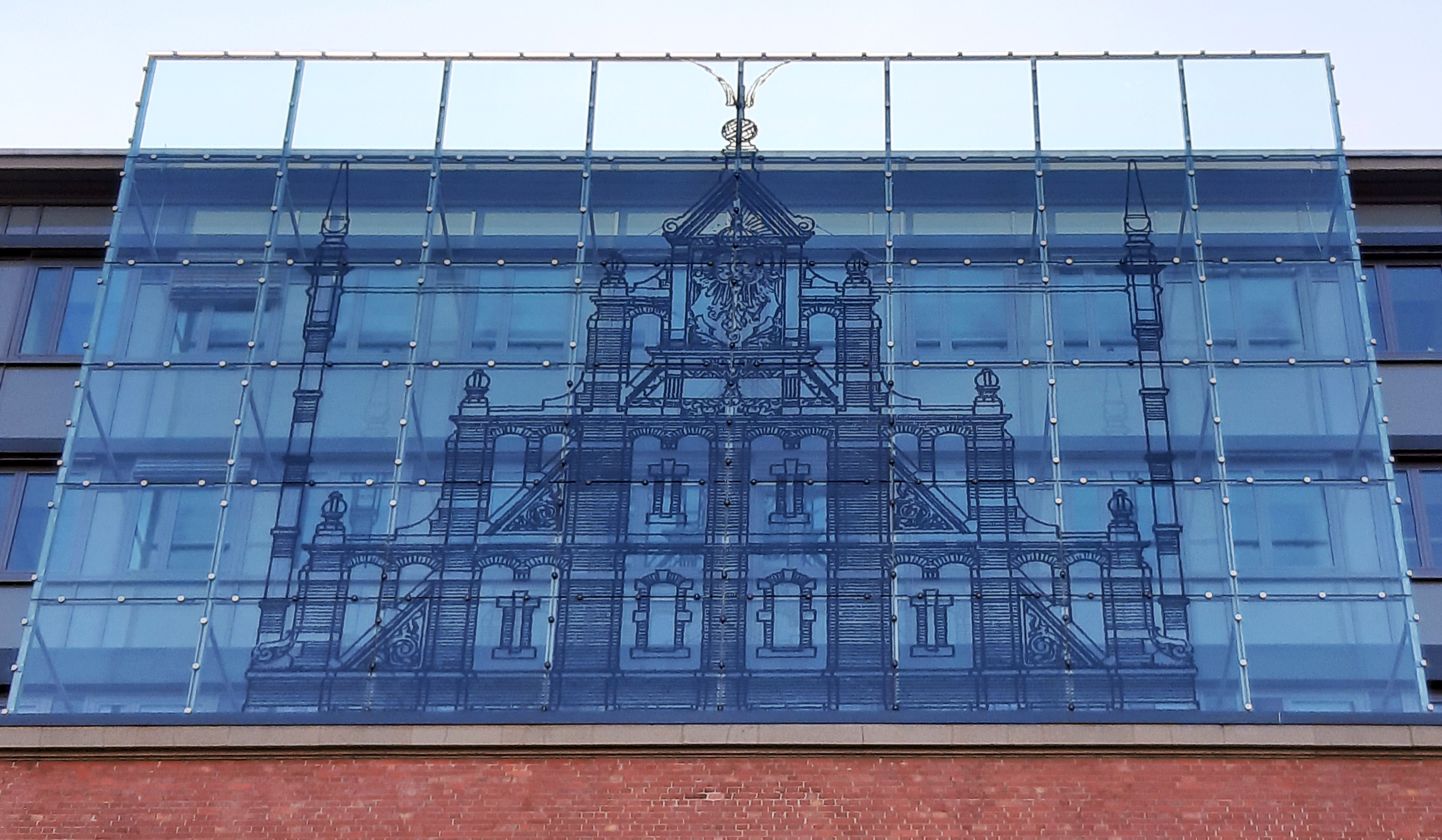
Bildnis des ursprünglichen Giebels am heutigen Gebäude

## Geschichte

### Königliche Eisenbahndirektion Essen
Am 1. April 1895 gründete man aus Teilen der zu dieser Zeit aufgehobenen Königlichen Eisenbahn Direction zu Cöln (rechtsrheinisch) die Königliche Eisenbahndirektion Essen. Damit war sie die zentrale Bahnverwaltung im Ruhrgebiet mit einem Streckennetz von 941 Kilometern Länge und einer Ausdehnung bis Hagen, Unna und zur Direktion Elberfeld. Zuständig war die Direktion für die Verwaltung aller zu dem Bezirk gehörigen, im Betrieb oder im Bau befindlichen Bahnstrecken sowie die Vertretung des Staates in allen Angelegenheiten innerhalb ihrer Geschäftsbereiche.
Bevor es das Direktionsgebäude gab, waren die für die Eisenbahndirektion Essen erforderlichen Büros im Gebäude des Kohlensyndikats sowie in einem Gebäude am damaligen Bahnübergang an der Kettwiger Chaussee untergebracht. Letzteres wurde nach Umsiedlung der Büros 1898 in das neue Direktionsgebäude abgerissen, um dem geplanten Neubau des Essener Hauptbahnhofs Platz zu machen. Das mit roten Ziegeln und weißem Sandstein errichtete Direktionsgebäude entstand unter der Leitung der Regierungsbaumeister Behrendt und Jaffke in einer Bauzeit von zweieinhalb Jahren. Der erste Spatenstich erfolgte am 19. Juni 1895. Der Bau kostete 1,06 Millionen Mark, von denen die Stadt Essen 400.000 Mark übernahm und das Grundstück unentgeltlich bereitstellte. Am 15. März 1898 wurde das repräsentative Gebäude am Bismarckplatz zwischen Bismarckstraße und Kruppstraße seiner Bestimmung übergeben. Dazu gab es im Sitzungssaal eine Versammlung, in der Eisenbahndirektionspräsident Todt und Regierungsbaumeister Behrendt Reden hielten.
Das ursprüngliche Direktionsgebäude hatte eine Höhe von 34 Metern und besaß eine 54 Meter breite Hauptfassade zum Bismarckplatz. Vor der Errichtung des Erweiterungsgebäudes waren von dem 5000 m² großen Grundstück 3000 m² bebaut. In dem Gebäude auf dieser Fläche arbeiteten zunächst 400 Beamte, die für die Eisenbahndirektion, die Eisenbahn-Hauptkasse, das Wagenamt, das Wagen- und Materialienbüro und das Abnahmeamt zuständig waren. Im Lichthof des Gebäudes befanden sich vier Wasser-Dampfkessel für die Dampfheizung. Die dem Treppenhaus Licht gebenden, farbig gebrannten Fenster auf der Seite zum Lichthof trugen die Wappen der Städte des Industriebezirks, nämlich Hamm, Dortmund, Witten, Steele, Bochum, Werden, Mülheim und Ruhrort. Das Essener Wappen lag prominent mittig gegenüber dem Eingangsportal. Der über dem Haupteingang liegende Sitzungssaal mit Stuckdecke maß 14,5 mal 8,6 Meter und war 6 Meter hoch. Darin befand sich eine Bronzestatue des Kaisers. Jedes Büro war mit einem Heizkörper und einem Fernsprecher ausgestattet. Die Vermittlungsanstalt konnte 100 Fernsprech-Anschlüsse herstellen, zudem gab es einzelne Direktverbindungen zwischen Dezernenten und Beamten. Als Tresorraum für bestimmte Geldsummen war eine sogenannte Stahlkammer vorhanden, für deren Zutritt acht Schlüssel notwendig waren, und der aufgrund seiner Bauweise als einbruchssicher galt.
Das Denkmal Otto von Bismarcks wurde 1899 vor dem Haupteingang aufgestellt und sollte die Bedeutung des Gebäudes hervorheben. 1993 wurde das Bismarckdenkmal auf dem Granitsockel, auf dem sich Bronzereliefs mit heroischen Szenen der Stadtgeschichte befinden, unter Denkmalschutz gestellt.

### Reichsbahndirektion Essen
Am 26. April 1920 wurde die Bezeichnung in Eisenbahndirektion Essen (ED) eingeführt. Darauf folgte am 6. Juli 1922 die Umbenennung in Reichsbahndirektion Essen mit der Direktionsnummer 10. Dazu wurden am 1. April 1927 aus allen Eisenbahnämtern und Eisenbahndienststellen Reichsbahnämter und Reichsbahndienststellen. Im Zweiten Weltkrieg wurde das Direktionsgebäude schwer beschädigt bzw. teilweise zerstört und in der Nachkriegszeit dem Zeitgeist und der wirtschaftlichen Lage entsprechend stark verändert wieder aufgebaut. Nach dem Ende des Dritten Reiches erhielt die ehemalige Reichsbahndirektion bis 1949 den Namen Eisenbahndirektion Essen zurück.

### Bundesbahndirektion Essen
Am 7. September 1949 wurde aus der Deutschen Reichsbahn die Nachfolgerin Deutsche Bundesbahn. Damit bekam die Essener Direktion die Bezeichnung Deutsche Bundesbahn – Eisenbahndirektion Essen. Ab 1. April 1953 firmierte diese als Bundesbahndirektion Essen. 1974 kamen Teile der aufgelösten Bundesbahndirektion Wuppertal zu Essen sowie am 1. Januar 1975 Teile der aufgelösten Bundesbahndirektion Münster. Am 1. Januar 1994 ging die Bundesbahn zusammen mit der Deutschen Reichsbahn in der handelsrechtlich organisierten Kapitalgesellschaft Deutsche Bahn AG auf. In diesem Zuge wurde die Bundesbahndirektion Essen aufgelöst und in neue Regionalbereiche aufgeteilt. Einige Segmente zogen beispielsweise in Büros im Gildehofcenter um. Nach und nach zogen hier alle Bahnmitarbeiter aus, so dass es seit 2003 leer stand.

### Umbau für die Deutsche Bank
Nachdem das Gebäude seit 2003 sechs Jahre komplett ungenutzt war und leer stand, begannen Anfang 2009 umfangreiche Bauarbeiten. Im alten Komplex entstanden auf 18.500 Quadratmetern neue und moderne Büros für ein zentrales Service-Center der Deutschen Bank, das rund 1000 Arbeitsplätze schuf. In diesem Zuge wurden die Fassaden und das Kreuzgewölbe in den unteren Etagen saniert, ein neues großzügiges Foyer errichtet und die vielen kleinen Büros zu mehreren Großraumbüros zusammengefasst. An der Frontfassade wurde das Abbild des kriegszerstörten Mittelgiebels in Formen der Weserrenaissance in die vorgesetzte Glasfassade bildlich integriert. Gleichzeitig ist eine Aufwertung des Bismarckplatzes und eine Erweiterung der Parkflächen im benachbarten Parkhaus in Planung. Diese Maßnahmen sollen 25 Millionen Euro gekostet haben.
Am 8. Oktober 2010 ist das Service-Center der Bank im nun umgebauten Dienstgebäude eingeweiht worden.